# Occey
Occey település Franciaországban, Haute-Marne megyében. Lakosainak száma 172 fő (2022. január 1.). Occey Chazeuil, Sacquenay, Selongey, Cusey, Isômes és Le Montsaugeonnais községekkel határos.

## Népesség
A település népességének változása:
| Lakosok száma | 167  | 163  | 139  | 144  | 152  | 154  | 157  | 165  | 166  | 172  |
|               | 1968 | 1982 | 1990 | 2006 | 2013 | 2015 | 2017 | 2019 | 2020 | 2022 |